# Montejo (község)
Montejo egy község Spanyolországban, Salamanca tartományban. Montejo Berrocal de Salvatierra, Pizarral, Pedrosillo de los Aires, La Maya, Pelayos és Salvatierra de Tormes községekkel határos. Lakosainak száma 198 fő (2024).

## Népesség
A település népessége az elmúlt években az alábbi módon változott:
| Lakosok száma | 236  | 229  | 222  | 236  | 235  | 209  | 218  | 216  | 213  | 198  |
|               | 2001 | 2004 | 2007 | 2009 | 2012 | 2014 | 2017 | 2019 | 2022 | 2024 |